# Franco Columbu
Francesco Columbu, detto Franco (Ollolai, 7 agosto 1941 – Olbia, 30 agosto 2019), è stato un culturista, attore, powerlifter, sollevatore e strongman italiano, vincitore del titolo di Mister Olympia nel 1976 e nel 1981.

## Biografia
Originario di Ollolai, paese di circa duemila abitanti in provincia di Nuoro, a 20 anni partì per la Germania, per fare il manovale. Dopo un percorso di ambientamento durato otto anni, decise di trasferirsi a Los Angeles.
(Columbu)
Intrapresa dapprima la carriera di pugile nei primi anni sessanta, si trasferì a Monaco, dove nel 1965, in una competizione internazionale, incontrò Arnold Schwarzenegger, di cui divenne amico fraterno inseparabile e compagno d'allenamento.  Due tratti lo contraddistinsero come atleta: la statura di 1,65 metri, sotto la media degli altri culturisti, e un sensazionale sviluppo dorsale.
Sin dal suo arrivo negli Stati Uniti, nel 1969, Columbu riuscì a conquistare vari titoli di powerlifting. Ha inoltre detenuto una lunga serie di primati mondiali; esibendosi in pubblico con il sollevamento di pesi maggiori di 320 kg (700 libbre) o sollevando veicoli mentre qualcuno sostituiva una ruota e con la classica esplosione della borsa dell'acqua calda col solo fiato.
Columbu si laureò in chiropratica all'Università di Cleveland nel 1977. Nello stesso anno partecipò all'edizione del World's Strongest Man dove ricevette un indennizzo di un milione di dollari: durante la prova di corsa portando un frigorifero sulla schiena inciampò, mentre era in testa, e si slogò la gamba sinistra; questo lo portò ad abbandonare l'evento ricevendo comunque l'indennizzo e terminando in quinta posizione grazie ai punti fin lì conquistati.
È stato Mister Universo 1970, Mister Mondo 1971 e Mister Olympia 1974 e 1975 nella categoria più leggera; a quel tempo per il titolo gli atleti venivano separati in due categorie in relazione al loro peso, considerato quale punto di selezione quello delle 200 libbre o 90 kg, e il vincitore della competizione veniva scelto fra i vincenti delle due classi in uno scontro finale (anni dopo l'IFBB decise di eliminare tale distinzione di peso). Ha quindi trionfato nella selezione finale di Mister Olympia, unico italiano nella storia, nel 1976 e nel 1981, anno in cui si ritirò dalle competizioni.
L'amicizia con Schwarzenegger portò Columbu a essere testimone dell'ex-culturista austriaco alle sue nozze con Maria Shriver nel 1986. Sempre grazie all'amico, Franco ha anche intrapreso la carriera cinematografica in produzioni di secondo livello, con brevi apparizioni al fianco di Schwarzenegger in Uomo d'acciaio (documentario sul culturismo), Conan il barbaro, Terminator, L'implacabile e Last Action Hero - L'ultimo grande eroe. Fu protagonista del film Un poliziotto sull'isola e apparve anche in alcune pubblicità.
Il 30 agosto 2019, dopo aver accusato un malore mentre faceva il bagno a San Teodoro, morì a 78 anni all'ospedale di Olbia. Franco Columbu riposa a Ollolai, nel cimitero del suo paese dove sono sepolti anche il padre, Antonio Columbu, e la madre, Maria Grazia Sedda.

## Carriera atletica

### Titoli di bodybuilding
- 1968: NABBA Mr. Universe (Most Muscular)
- 1969: IFBB Mr. Europe (Medium)
- 1969: NABBA Mr. Universe (Most Muscular)
- 1969: NABBA Mr. Universe (Short)
- 1969: IFBB Mr. Universe (Short)
- 1970: IFBB Mr. Europe (Short & Overall)
- 1970: AAU Mr. World (Pro Short)
- 1970: IFBB Mr. World (Short)
- 1970: IFBB Mr. Universe (Short & Overall)
- 1971: IFBB Mr. World (Short & Overall)
- 1974: Mr. Olympia (Lightweight)
- 1975: Mr. Olympia (Lightweight)
- 1976: Mr. Olympia (Lightweight & Overall)
- 1981: Mr. Olympia

### Titoli di powerlifting
- Campione d'Italia
- Campione di Germania
- Campione d'Europa

### Record mondiali di powerlifting
- Distensione su panca piana 250 kg (560 libbre)
- Squat 297 kg (655 libbre)
- Stacco da terra 340 kg (750 libbre) (non ufficiale 350kg)

### Record di sollevamento pesi
- Slancio 147 kg (325 libbre)
- Strappo 120 kg (270 libbre)

### Pugilato
- Amateur Boxing Champion

## Filmografia

### Cinema
- Il gigante della strada (Stay Hungry), regia di Bob Rafelson (1976)
- Conan il barbaro (Conan the Barbarian), regia di John Milius (1982)
- Terminator (The Terminator), regia di James Cameron (1984)
- L'implacabile (The Running Man), regia di Paul Michael Glaser (1987)
- Last Man Standing, regia di Damian Lee (1987)
- Predator, regia di John McTiernan (1987)
- Big Top Pee-wee - La mia vita picchiatella (Big Top Pee-wee), regia di Randal Kleiser (1988)
- Perduta, regia di Andrea Marfori (1990)
- Il ritmo del silenzio, regia di Andrea Marfori (1993)
- Last Action Hero - L'ultimo grande eroe (Last Action Hero), regia di John McTiernan (1993)
- Un poliziotto sull'isola (Beretta's Island), regia di Michael Preece (1994)
- Taken Alive, regia di Philip Marcus (1995)
- Doublecross on Costa's Island, regia di Franco Columbu (1997)
- Ancient Warriors, regia di Walter von Huene (2003)
- Dreamland - La terra dei sogni, regia di Sebastiano Sandro Ravagnani (2011)
- One More Round, regia di Chip Rossetti (2015)

### Televisione
- Le strade di San Francisco (The Streets of San Francisco) – serie TV, episodio 5x20 (1977)
- The Hustler of Muscle Beach, regia di Jonathan Kaplan – film TV (1980)
- Miss Superfisico (Getting Physical), regia di Steven Hilliard Stern – film TV (1984)
- Don Rickles: Rickles on the Loose, regia di Jack Regas – programma TV (1986)
- I racconti della cripta (Tales from the Crypt) – serie TV, episodio 2x02 (1990)
- Hollywood Salutes Arnold Schwarzenegger: A Cinematheque Tribute, regia di Bruce Gowers – programma TV (1998)
- Raw Iron: The Making of Pumping Iron, regia di Dave McVeigh e Scott McVeigh – documentario TV (2002)
- Muscle Beach then and Now – documentario TV (2010)
- Rocky IV: le coup de poing américain, regia di Dimitri Kourtchine – documentario TV (2014)

#### Documentari
- Uomo d'acciaio (Pumping Iron), regia di Robert Fiore e George Butler (1977)
- The Comeback, regia di Kit Laughlin (1980)
- Why we Train, regia di Darin Mangan (2008)
- Arnold, miniserie TV, regia di Leslie Chilcott (2023)